# Litoral Sul (tiểu vùng)
Litoral Sul là một tiểu vùng thuộc bang Paraíba, Brasil. Tiều vùng này có diện tích 870 km², dân số năm 2007 là 74117 người.